# San Prospero
San Prospero – miejscowość i gmina we Włoszech, w regionie Emilia-Romania, w prowincji Modena. Nazwa miejscowości pochodzi od imienia św. Prospera.
Według danych na rok 2004 gminę zamieszkiwały 4444 osoby, 130,7 os./km².